# Brežice (stacja kolejowa)
Libna – stacja kolejowa w miejscowości Brežice, w regionie Styria, w Słowenii. 
Stacja jest zarządzana przez SŽ-Infrastruktura.

## Linie kolejowe
- Dobova – Lublana